# Fredrik Ferdinand Carlson
Fredrik Ferdinand Carlson, född 13 juni 1811 i Alsike församling, Stockholms län, död 18 mars 1887 i Hedvig Eleonora församling, Stockholms stad, var en svensk historiker och politiker; professor i historia vid Uppsala universitet 1849–1876, ledamot av Svenska Akademien från 1859, samt ecklesiastikminister 1863–1870 och 1875–1878.

## Biografi
Fredrik Ferdinand Carlson föddes i Alsike socken som son till häradshövdingen Gustaf Carlson och Wendela Christina Borell; på fädernet tillhörde han Barkmanska släkten som ändrade släktnamnet från Barkman till Carlson till minne av att Karl X Gustav var gudfar till släktens förfader Carl Barkman.
Efter studier vid Uppsala universitet blev Carlson filosofie kandidat 1832 och filosofie magister 1833 samt reste därefter till Berlin där han studerade för Leopold von Ranke och lärde sig modern källkritik. Han utsågs till docent i allmän historia 1835, men efter två år lämnade han universitetet för att ta tjänst vid hovet som lärare åt Oscar I:s söner. Han befann sig ofta på resande fot, och under en vistelse i England stiftade han bekantskap med de liberala strömningen som gjorde sig gällande där. 1844 blev han adjunkt i historia och statistik, och fem år senare blev han Erik Gustaf Geijers efterträdare som professor i historia. År 1862 grundade han Historiska föreningen i Uppsala.
Vid 1850–1851 års riksdag företrädde han Kungliga Vetenskapsakademien i prästeståndet i riksdagen, och fortsatte så under återstoden av ståndsriksdagen. Vid 1850–1851 års riksdag lade han såsom sakkunnig historieprofessor fram ett förslag om att föra samman den gamla länsrepresentationen med de gamla landstingen, hushållningssällskapen, markegångsdeputerande, prövningskommittéerna och länslasaretten. Tanken anammades av borgarståndet vid den följande riksdagen, och när förslaget bifölls av 1858 års riksdag inrättades Sveriges landsting 1862. I Riksdagen var han ledamot av allmänna bevillningsutskottet, statsutskottet, bankoutskottet, och särskilt utskott. I den egenskapen lade han fram ett kraftigt försvar av representationsreformen, varmed han hamnade på god fot med Louis De Geer d.ä., som utsåg honom till ecklesiastikminister i sin första ministär 1863.
Som statsråd och chef för Ecklesiastikdepartementet verkade Carlson som anhängare av religionsfriheten, bland annat genom att försöka upphäva konventikelplakatet. Han blev som politiker emellertid främst ihågkommen för sina stora reformer av det svenska utbildningsväsendet.
Bland Carlsons bidrag till historievetenskapen hör perioden mellan Karl X Gustav och Karl XII, och han var den förste som satte utvecklingen i Sverige i samband med utvecklingen i övriga Europa. Till hans studier hör även flera statsvetenskapliga analyser över förhållandena under densamma tiden.

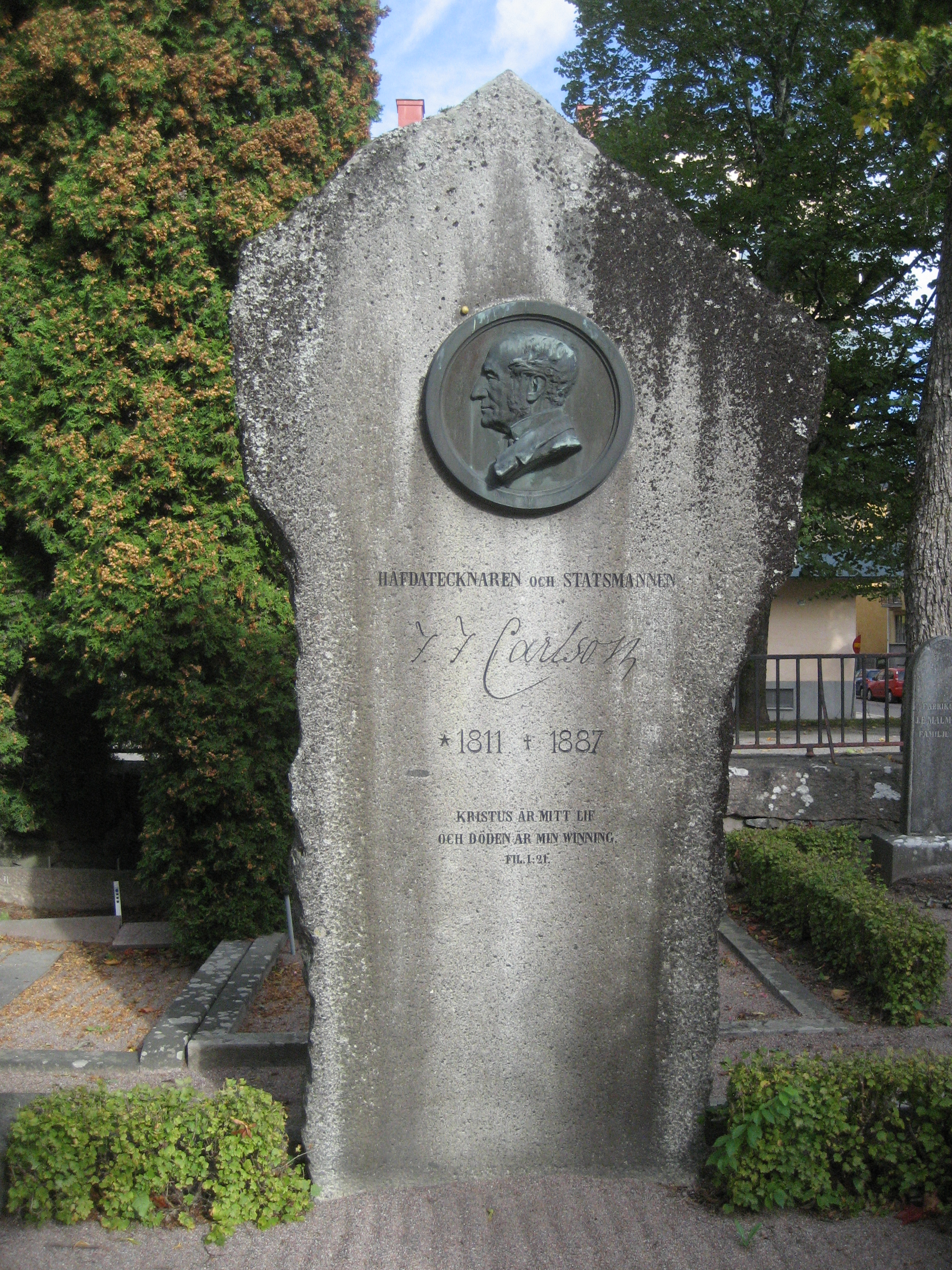
Grav (Uppsala)

Carlson fortfor med sitt politiska värv långt in mot slutet av sitt liv. 2 mars 1887 lät han bära sig till Första kammaren för att rösta emot spannmålstullar, och var då dödssjuk. Sexton dagar senare dog han.
Han var ledamot av Samfundet för utgivande av handskrifter rörande Skandinaviens historia (1847), Vetenskapssocieteten i Uppsala (1849, hedersledamot 1875) Vitterhetsakademien (1855, och hedersledamot 1881), Vetenskapsakademien (1858), Musikaliska akademien (1864), Svenska akademien (1859), Fysiografiska sällskapet i Lund (hedersledamot 1878) och Krigsvetenskapsakademien (1884). Han var även ledamot av danska, norska och tyska vetenskapliga samfund.Han var preses i Samfundet Pro Fide et Christianismo 1871-75. 1879 blev han teologie hedersdoktor i Köpenhamn och 1882 serafimerriddare.
Han var gift två gånger. Första hustrun var Beata Charlotta von Post (†1841) och andra Ulrika Christina Wahrolin. Med den senare hustrun fick han sönerna professorn i historia och statsvetenskap och riksdagsmannen Ernst Carlson och justitierådet Gustaf Carlson. Hans barnbarn och deras ättlingar har återupptagit ett gammalt släktnamn och skriver sig Carlson Barkman.
F. F. Carlson ligger begravd på Uppsala gamla kyrkogård.